# Ira Levin
Ira Levin, född 27 augusti 1929 i The Bronx i New York, död 12 november 2007 i New York i New York, var en amerikansk författare och dramatiker. Levin är främst känd för sina thrillers, men han skrev även sånger och pjäser. Hans mest kända verk är troligtvis Rosemarys baby.

## Filmatiseringar
Många av Levins verk har filmatiserats, som exempelvis pjäsen Dödsfällan (Deathtrap) i filmen med samma namn med Michael Caine och Christopher Reeve i huvudrollerna. Rosemary's Baby spelades in som film med samma namn 1968 i regi av Roman Polanski med Mia Farrow i huvudrollen. The Stepford Wives har filmats två gånger, 1975 med Katharine Ross och 2004 med Nicole Kidman. Dessutom har det gjorts tv-filmer, The Stepford Children och The Stepford Husbands. Andra kända filmatiseringar är Pojkarna från Brasilien (1978) och Sliver (1993)